# Capanna Ghezzi
La Capanna Ghezzi o Casale Ghezzi è un rifugio situato nel comune di Norcia (PG). Si trova sui colli Alti e Bassi, tra il monte Abuzzago ed il colle Abieri, nella catena dell'Appennino Centrale, a 1.570 m s.l.m.

## Caratteristiche ed informazioni
La capanna è una piccola struttura in muratura costruita sul lato di un casale di montagna, utilizzato dai pastori, situato a circa 3,5 chilometri dal paese di Castelluccio di Norcia.
Il rifugio è stato gestito dal CAI dal 1988 al 2014. Attualmente è inutilizzato in quanto lesionato dal sisma del 2016 e non ancora restaurato.

## Accessi
Si raggiunge, più agevolmente in estate, solamente a piedi, percorrendo la carrareccia che si apre 500 metri prima dell'inizio del paese di Castelluccio, percorso 553 , arrivando da Forca di Presta o da Norcia, seguendo la direzione ovest verso il monte Argentella.

## Ascensioni
In prossimità di questo rifugio si originano 2 sentieri per escursioni:
- il primo conduce al lago di Pilato ed alla cima del Redentore, passando per Forca Viola;
- il secondo oltrepassa colle Abieri ed arriva al monte Argentella, palazzo Borghese, monte Porche ed al monte Sibilla.